# Paracoccus
Paracoccus es un género de bacterias Gram negativas pertenecientes a la familia Rhodobacteraceae. Pueden usar al nitrato, nitrito y óxido nitroso como un aceptor final de electrones para la respiración durante condiciones anaeróbicas [1]. 

## Características
Morfológicamente, todas las especies son cocoides entre 0.4-0.9 µm de diámetro, o cocobacilos de hasta 2 µm de longitud, y se encuentran como células individuales, en pares o en grupos [2]. La mayoría de las especies no son móviles y no son formadoras de esporas. Son oxidasas y catalasas positivas. La temperatura óptima para su crecimiento se encuentra en el rango de 25-37 °C y de pH entre 6.5-8.5 para diferentes especies, excepto para P. alcaliphilus [2]. Se hallan principalmente en suelos y aguas residuales [1].
Los miembros de este género son organismos versátiles que pueden adaptar su metabolismo a las condiciones ambientales prevalecientes. No son fermentativas y no producen xenobióticos ni metabolitos extracelulares. Una amplia variedad de compuestos orgánicos pueden servir como fuentes de energía y carbono durante el crecimiento heterótrofo, incluyendo a la manosa, citrato, sacarosa, prolina, entre otros. Por otra parte, durante el crecimiento autotrófico, H2, metanol, metilmina, disulfuro de carbono o tiosulfato pueden ser usados como fuentes de energía [1]. 
Por muchos años, el único representante de este género fue P. denitrificans, aislado por primera vez en 1908 por Beijerinck. La selección original de las especies estaba basada en su habilidad para convertir el nitrato a nitrógeno molecular [3] evitando los efectos tóxicos del nitrito, un proceso conocido como desnitrificación [4].

## Patogenia
La gran mayoría de las especies son ambientales. Sin embargo , P. yeei, está asociada con infecciones humanas oportunistas. Los mecanismos de su patogenicidad todavía no son claros [5]. Estas infecciones se asocian a personas inmunodeprimidas. P. yeei ha sido descrita sólo cuatro veces como agente causal de peritonitis asociada con diálisis peritoneal [6].

## Aplicaciones
Estas especies son probablemente componentes importantes de muchas comunidades de sistemas de tratamiento de aguas residuales, ya que algunas han sido aisladas de diversos ambientes como suelos contaminados y biofiltros [7]. La capacidad de las diferentes especies de Paracoccus para degradar compuestos inusuales y potencialmente contaminantes es importante en los sistemas de biorremediación naturales o artificiales [1].